# Conus perplexus
Conus perplexus é uma espécie de gastrópode do gênero Conus, pertencente à família Conidae.

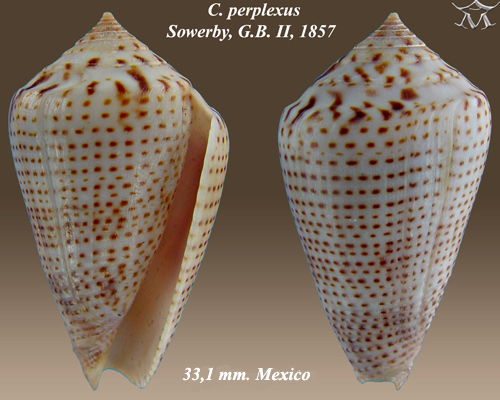
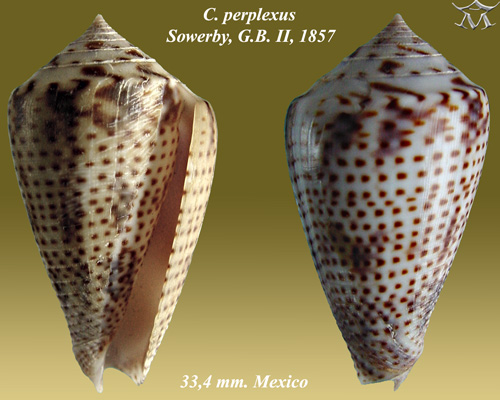
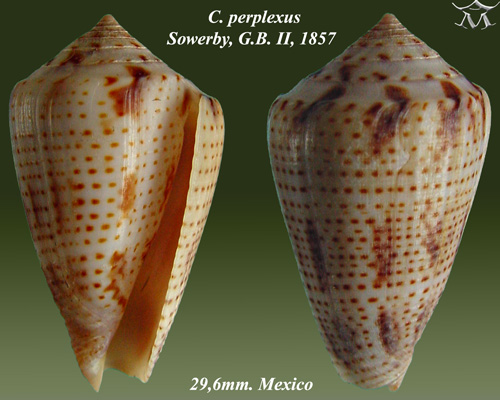